# パット・スマレン

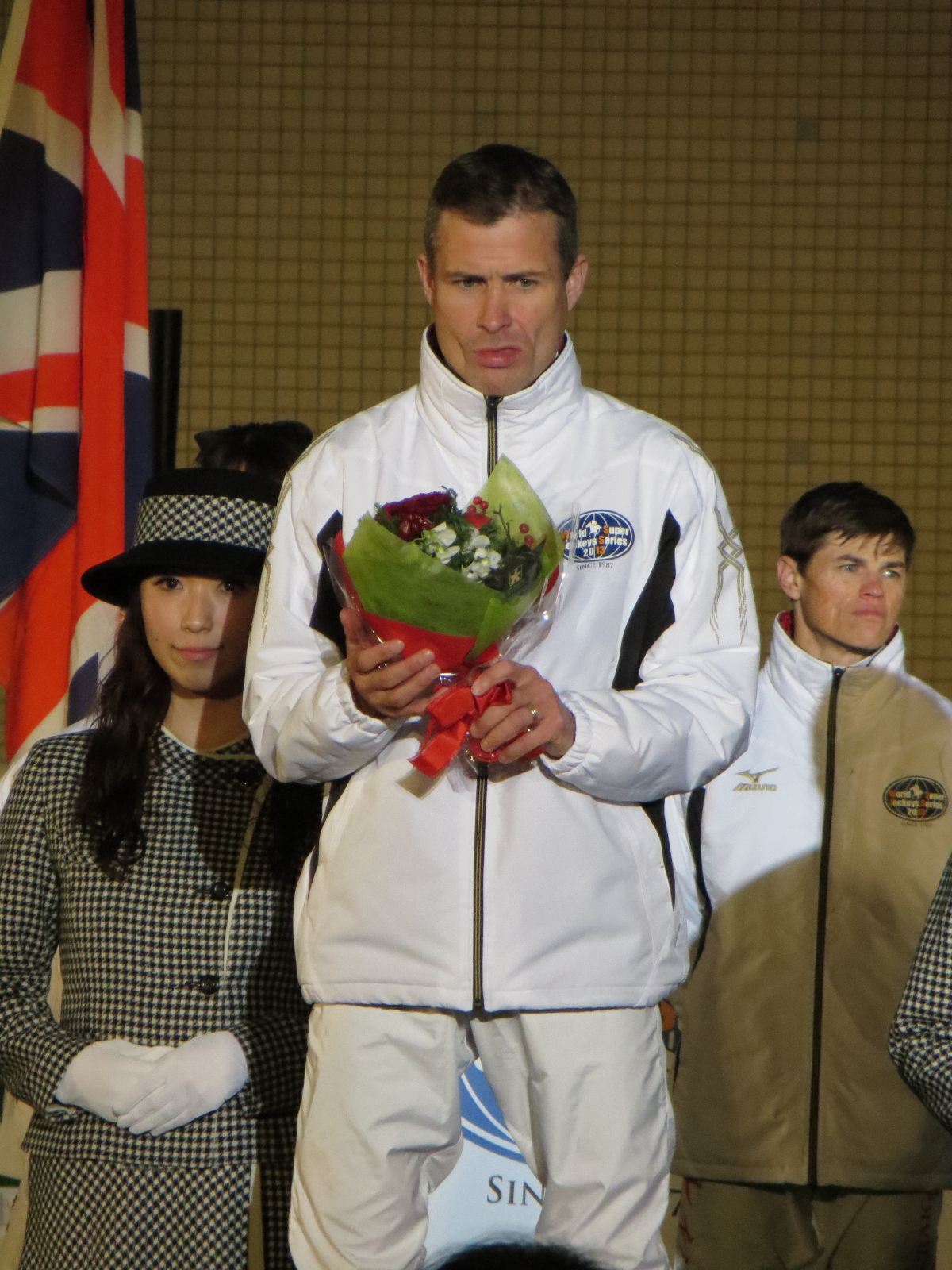
パット・スマレン（第27回ワールドスーパージョッキーズシリーズ表彰式）

パット・スマレン、またはパトリック・スマレン（Pat Smullen、Patrick Smullen、1977年5月22日 - 2020年9月15日）は、アイルランドを拠点としていた騎手。香港における名前の中文表記は「施慕齡」。

## 来歴
1996年、3月にヤングジョッキーズワールドチャンピオンシップに出場するために初来日を果たした。中央競馬初騎乗となったオープニングカップでは、6番人気だったドリームポーセンに騎乗し8着となる。
2001年、アイルランドのリーディングジョッキー（平地）となる。
2002年、11月にジャパンカップに出走するイリジスティブルジュエルに騎乗するために2度目の来日を果たした。中央の重賞及びGI初騎乗となった同レースは13番人気で11着だった。
2003年、イギリス2000ギニーをリフューズトゥベンドに騎乗して制し、イギリスのクラシック競走初勝利を挙げた。
2004年、アイリッシュダービーをグレイスワローに騎乗して制し、ダービージョッキーとなった。9月18日にアイリッシュセントレジャーをヴィニーローに騎乗して制し、人馬共に同レース4連覇を達成した。12月に第18回ワールドスーパージョッキーズシリーズに出場するために3度目の来日を果たした。同シリーズは18ポイントで13位だった。
2005年、アイルランドで67勝を挙げてリーディングジョッキー（平地）となる。
2007年、3月25日から11月4日までアイルランドの平地で90勝を挙げ、リーディングジョッキーとなった。12月にインターナショナルジョッキーズチャンピオンシップに出場し4位となった。
2018年3月から膵臓がん治療のため騎手業を休業。10月に腫瘍の除去手術を受け回復が見られたものの、2019年5月に騎手を引退した。2020年9月15日夜、膵臓がんのため、ダブリンのセントビンセント病院で死去。43歳没。
没約1か月後の10月16日、自身が騎手として人生初勝利及び、人生最後の勝利となった舞台である、ダンドーク競馬場にて、自身の名前を冠した「追悼競走」が実施。マーキュリーステークス（G3）を「パット・スマレン・マーキュリーステークス」と改題された。

## 主な勝ち鞍

### アイルランド
- 愛1000ギニー - (2) - Nightime (2006), Bethrah (2010)
- 愛ダービー - (2) - Grey Swallow (2004), Harzand (2016)
- 愛オークス - (1) - Covert Love (2015)
- 愛セントレジャー - (4) - Vinnie Roe (2001, 2002, 2003, 2004)
- メイトロンステークス - (2) - Dress to Thrill (2002), Emulous (2011)
- モイグレアスタッドステークス - (1) - Tarascon (1997)
- ナショナルステークス - (1) - Refuse To Bend (2002)
- プリティーポリーステークス - (1) - Chinese White (2010)
- タタソールズ金杯 - (3) - Grey Swallow (2005), Casual Conquest (2009), Fascinating Rock (2016)

### フランス
- アベイドロンシャン賞 - (1) - Benbaun (2007)
- オペラ賞 - (1) - Covert Love (2015)
- ロワイヤルオーク賞 - (1) - Vinnie Roe (2001)

### イギリス
- ダービーステークス -  (1) - Harzand (2016)
- 2000ギニー - (1) - Refuse to Bend (2003)
- ゴールドカップ - (1) - Rite of Passage (2010)
- チャンピオンステークス - (1) - Fascinating Rock (2015)
- プリンスオブウェールズステークス - (1) - Free Eagle (2015)
- サンチャリオットステークス - (1) - Dress to Thrill (2002)

### アメリカ合衆国
- ブリーダーズカップ・マラソン - (1) - Muhannak (2008)
- メートリアークステークス - (1) - Dress to Thrill (2002)

## 年度別成績表
- 中央競馬

| 年              | 騎乗数   | 勝利     | 勝利     | 勝率     | 連対率   | 獲得賞金  |
| 年              | 騎乗数   | 勝数     | 順位     | 勝率     | 連対率   | 獲得賞金  |
| --------------- | -------- | -------- | -------- | -------- | -------- | --------- |
| 1996年          | 4        | 0勝      | 195位    | .000     | .000     | 260万     |
| 1997年～ 2001年 | 騎乗なし | 騎乗なし | 騎乗なし | 騎乗なし | 騎乗なし | 騎乗なし  |
| 2002年          | 2        | 0勝      | 202位    | .000     | .000     | 0         |
| 2003年          | 騎乗なし | 騎乗なし | 騎乗なし | 騎乗なし | 騎乗なし | 騎乗なし  |
| 2004年          | 4        | 0勝      | 189位    | .000     | .000     | 365万4000 |
| 2005年～ 2006年 | 騎乗なし | 騎乗なし | 騎乗なし | 騎乗なし | 騎乗なし | 騎乗なし  |
| 通算            | 10       | 0勝      | -        | .000     | .000     | 625万4000 |

※金額の単位は日本円、2006年終了時点。